# Протестантська трудова етика
Протестантська трудова етика (англ. Protestant work ethic; нім. Protestantische Arbeitsethik), також, кальвіністська трудова етика (нід. Calvinistische arbeidsethos; англ. Calvinist work ethic), або пуританська трудова етика (англ. Puritan work ethic) — концепція, що виникла в соціології, економіці та політології, яка заснована на релігійних біблійних цінностях, що представляють систему принципів чесності, праці та мотивації до розвитку. Деякі західні історики та соціологи відзначають суттєву роль протестантської трудової етики у побудові сучасного Західного світу.
Термін виник після публікації 1905 року книги «Протестантська етика і дух капіталізму» німецького соціолога Макса Вебера. 
На думку Вебера, протестантська трудова етика історично створила найкращі умови для розвитку капіталістичних ринкових відносин. Хоча, такий тезис наразі переосмислюється та є полемічним.

## Основи
Див. також: Ефект Матвія
Протестанти, починаючи з Мартіна Лютера, ініціатора Реформації, переосмислювали світську роботу як обов'язок, який приносить користь як окремому індивіду, так і суспільству в цілому. Таким чином, католицька ідея добрих справ була перетворена на обов'язок постійно старанно працювати як знак Благодаті. У той час як католицизм навчає, що від католиків вимагаються добрі діла як необхідний прояв віри, яку вони отримали, і що віра, крім діл, мертва і безплідна, кальвіністські теологи вчили, що врятуються тільки ті, кому було призначено спасіння.
Для протестантів спасіння було даром від Бога; це протестантське розрізнення Sola gratia. У світлі того, що спасіння є даром благодаті, протестанти розглядали роботу як управління, дане їм. Таким чином, протестанти працювали не для того, щоб досягти порятунку, а розглядали роботу як засіб, за допомогою якого вони могли б бути благословенням для інших. Вважалося, що важка праця та ощадливість є двома важливими додатками бути розпорядником того, що їм дав Бог. Таким чином, протестантів приваблювали ці якості і мали прагнути їх досягти.
Основні фундаментальні філософські тези протестантської трудової етики можна викласти в наступних:
- Боротьба проти тілесних втіх, але прагнення до матеріальних благ;
- Не проти раціонального придбавання, але проти ірраціонального використання придбаного майна.

Одним з пізніших принципів реалізованих з біблійної протестантської етики є ефект Матвія. Цей прагматичний принцип, що отримав свою назву від імені автора Євангелія від Матвія в контексті притчі Христа про таланти, постулює, що «той хто примножує отримане, пожне ефективний результат, а той, хто не примножує, втратить й те, що мав», відповідно, це призводить до теорії соціального явища «бідні бідніють, а багаті багатіють».

## Підтримка
Цю концепцію часто описують як один з моральних та культурних фундаментів сучасних суспільств Північної, Центральної та Західної Європи, а також США.
В XXI столітті відбулося певне пожвавлення інтересу до Вебера, включаючи роботи Лоуренса Гаррісона, Самуеля Гантінгтона та Девіда Лендеса. У статті New York Times, опублікованій 8 червня 2003 р., Найл Ферґюсон зазначив, що дані організації економічного співробітництва та розвитку (OECD), схоже, підтверджують, що «досвід Західної Європи за останні чверть століття пропонує несподіване підтвердження протестантської етики. Говорячи прямо, ми є свідками занепаду та падіння протестантської етики праці в Європі. Це являє собою приголомшливий тріумф секуляризації в Західній Європі — одночасний занепад як протестантизму, так і його унікальної трудової етики».
Існує точка зору, що протестантська трудова етика зіграла важливу роль у становленні політичного та соціально-економічного життя в Скандинавії (в рамках скандинавської моделі), як і в Німеччині, Нідерландах, Великобританії та інших протестантських держав. Протестантизм фундаментально вплинув на розвиток соціал-демократії. Мартін Шредер, шведський економічний історик, стверджує, що протестантизм просував ідею загальнонаціональної спільноти віруючих і призвело до посилення участі держави в економічному та соціальному житті, дозволяючи загальнонаціональну солідарність добробуту та економічну координацію.
Коли після Другої світової війни до влади в Західній Німеччині прийшла партія «Християнсько-демократичний союз» (основою ідеології якої була християнська демократія) на чолі з Конрадом Аденауером, під керівництвом Людвіга Ерхарда була розроблена та реалізована концепція соціальної ринкової економіки, що в морально-культурній основі базувалася на протестантській трудовій етиці в економіці та соціальній сфері, адже модель соціально-ринкової економіки виходить з вимоги, що ні держава, ні приватний бізнес не має права мати повний контроль над економікою, а мусить служити людям.
Переважна більшість розвинених країн в світі є історично або культурно протестантськими, а також, всі протестантські країни є розвинутими з високим рівнем життя.

## Критика
В основному, критика стосується головного тезису Вебера, що протестантська етика створила сам розвинений капіталізм:
Йозеф Шумпетер стверджував, що капіталізм почався в Італії в 14 столітті, а не в протестантських районах Європи. Серед інших факторів, які далі розвивали європейську ринкову економіку, були посилення прав власності та зниження трансакційних витрат із занепадом і монетизацією феодалізму, а також підвищення реальної заробітньої плати після епідемії бубонної чуми.
Історик Фернан Бродель писав, що «всі історики» виступали проти «слабкої теорії» протестантської етики, незважаючи на те, що вони не змогли повністю скасувати теорію «раз і назавжди». Бродель продовжує зауважувати, що «північні країни зайняли місце, яке раніше так довго і блискуче займали старі капіталістичні центри Середземномор'я. Вони нічого не винайшли ні в техніці, ні в управлінні бізнесом».
Ренделл Коллінз вказував на те, що Вебер у своїй пізнішій праці «Загальна економічна історія»[en] пропонував значно складнішу теорію постання капіталізму, в якій протестантська етика відіграє другорядне значення, поступаючись структурним політекономічним факторам та державному втручанню.
Соціолог Родні Старк прокоментував, що «під час свого критичного періоду економічного розвитку ці північні центри капіталізму були католицькими, а не протестантськими», а до Реформації ще далеко в майбутньому. Крім того, він також наголосив на висновках інших істориків, зазначивши, що протестанти, порівняно з католиками, «не мають більше шансів обіймати високі капіталістичні позиції», що католицька Європа не відставала у своєму промисловому розвитку порівняно з протестантськими районами, і що навіть Вебер писав, що «повністю розвинений капіталізм з'явився в Європі» задовго до Реформації.
Згідно з дослідженнями німецьких та норвезьких соціологів, протестантизм дійсно зробив позитивний вплив на економічний розвиток соціальних систем, але не стільки через «протестантську етику» (як це було запропоновано Максом Вебером), скільки через поширення грамотності.

## Книги
- «Протестантська етика і дух капіталізму», М. Вебер, 1905